# Jean-Louis Bourlanges
Jean-Louis Bourlanges (ur. 13 lipca 1946 w Neuilly-sur-Seine) – francuski polityk i nauczyciel akademicki, w latach 1989–2007 eurodeputowany III, IV, V i VI kadencji, poseł do Zgromadzenia Narodowego.

## Życiorys
Absolwent Instytutu Nauk Politycznych w Paryżu (1969), studiował literaturę współczesną. W 1975 ukończył École nationale d’administration. Pracował jako nauczyciel akademicki, a także biegły rewident w Trybunale Obrachunkowym. Był radnym Dieppe (1983–1989) i rady regionalnej Górnej Normandii (1986–1998). Zatrudniony również jako wykładowca paryskiego Instytutu Nauk Politycznych.
Zaangażował się w działalność Unii na rzecz Demokracji Francuskiej (UDF). W 1989 uzyskał po raz pierwszy mandat posła do Parlamentu Europejskiego. Skutecznie ubiegał się o reelekcję w 1994, 1999 i 2004. W PE przez pierwsze trzy kadencje zasiadał w grupie chadeckiej, w ostatniej kadencji należał do frakcji liberalnej. Był m.in. przewodniczącym Komisji ds. Kontroli Budżetu (1993–1994) oraz Komisji Wolności Obywatelskich, Sprawiedliwości i Spraw Wewnętrznych (2004–2005).
W kampanii wyborczej w 2007 popierał przewodniczącego UDF François Bayrou. Przed drugą turą wyborów wsparł Nicolasa Sarkozy’ego. W tym samym roku został powołany w skład doradczego komitetu ds. modernizacji. Po rozwiązaniu UDF nie zdecydował się na przystąpienie do któregokolwiek z ugrupowań. Jeszcze w 2007 złożył mandat europosła. W 2008 powołany w skład Trybunału Obrachunkowego. W 2010 stanął na czele think tanku związanego z Sojuszem Centrowym.
W 2017 z ramienia Ruchu Demokratycznego został wybrany do Zgromadzenia Narodowego XV kadencji (reelekcja w 2022).